# Bentwisch
Bentwisch – gmina w Niemczech, w kraju związkowym Meklemburgia-Pomorze Przednie, w powiecie Rostock, wchodząca w skład związku gmin Rostocker Heide.
1 stycznia 2018 do gminy przyłączono gminę Klein Kussewitz ze związku gmin Carbäk., która stała się automatycznie jej dzielnicą.